# 20 Pułk Czołgów

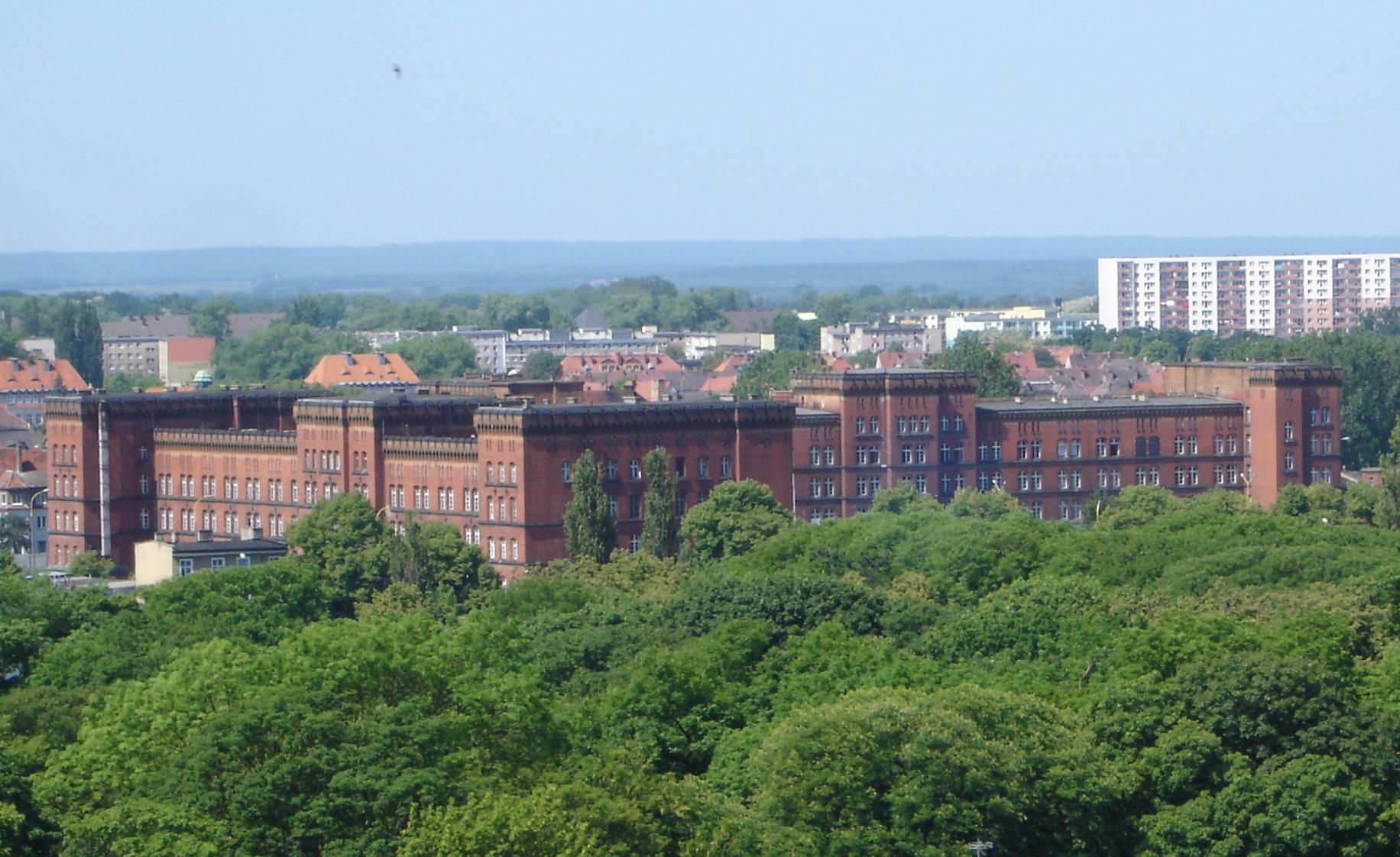
Czerwone Koszary – tu stacjonował pułk

20 pułk czołgów – oddział wojsk pancernych ludowego Wojska Polskiego.
Sformowany wiosną 1951 jako 20 samodzielny pułk czołgów na podstawie „Planu zamierzeń organizacyjnych na lata 1951–1952”. Stacjonował w Stargardzie Szczecińskim.

## Dowódcy pułku
- mjr Kazimirz Dołchun – (1951-1953)
- mjr Edward Kurtycz – (1953-1955)
- ppłk Stanisław Majewski – (1955-1960)
- ppłk Eugeniusz Somow – (1960-1964)
- ppłk Edmund Krulikowski – (1964-1967)

## Struktura pułku
- dowództwo i sztab
- sześć kompanii czołgów średnich
- batalion artylerii pancernej
  - dwie kompanie dział pancernych

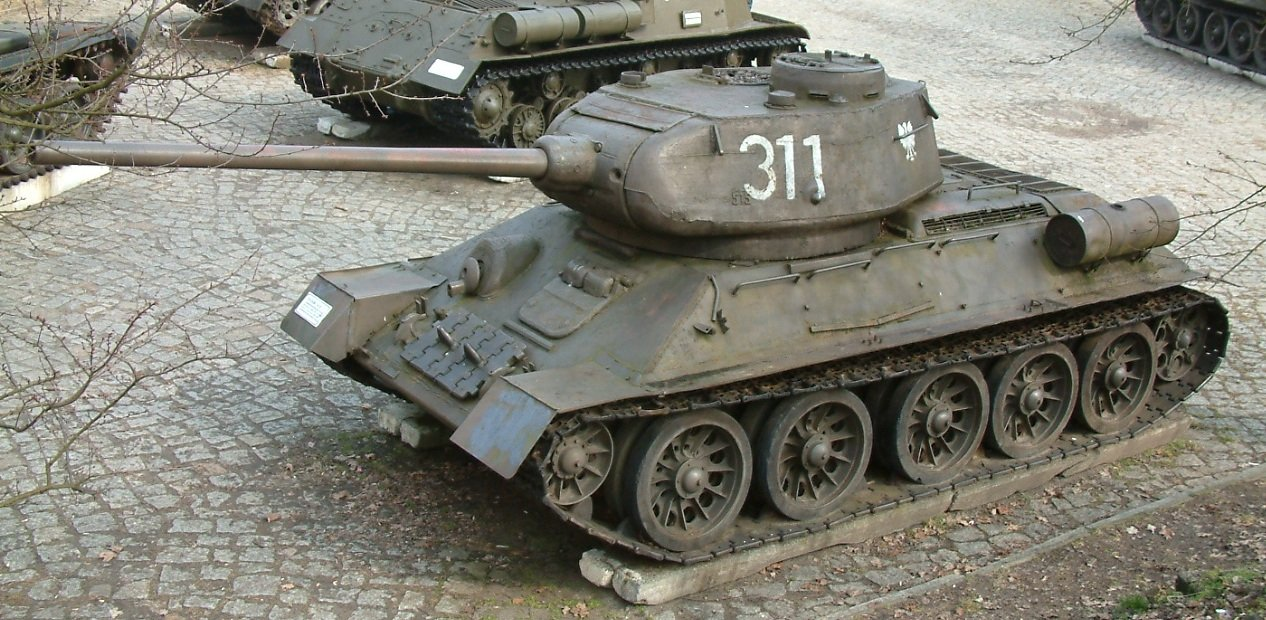
Czołg pułku w latach 50.- T-34/85

- kompanię technicznego zaopatrzenia
- plutony: łączności i saperów.

Uzbrojenie pułku stanowiły: 63 czołgi średnie T-34/85 i 18 dział pancernych.
W grudniu 1952 zmieniono etat. W pułku zmniejszono liczbę kompanii czołgów średnich do trzech i jednej kompanii dział pancernych. Ogólna liczba podstawowego sprzętu bojowego wynosiła wtedy 30 czołgów i 5 dział pancernych.

## W składzie 14 i 20 Dywizji
Pod koniec 1954 zmieniono jego nazwę na 14 pułk czołgów i artylerii pancernej i włączono go w struktury 14 Dywizji Piechoty.
Od 1957 już jako pułk czołgów średnich wchodził w skład 20 Warszawskiej Dywizji Pancernej

## Tradycje
Zgodnie z rozkazem nr 025/MON z 30 września 1967 w sprawie przekazania jednostkom wojskowym historycznych nazw i numerów oraz ustanowienia dorocznych świąt jednostek Dz. Roz. Tjn. MON Nr 10, poz. 53, 20 pułk czołgów przyjął tradycje 24 Drezdeńskiego pułk artylerii pancernej z 1 Drezdeńskiego Korpusu Pancernego i przyjął nazwę 24 Drezdeńskiego pułku czołgów.